# Florián Monzón
Florián Monzón (San Miguel de Tucumán, Argentina; 3 de enero de 2001) es un futbolista argentino. Juega de delantero y su equipo actual es Vélez Sarsfield de la Primera División de Argentina.
Es hijo del exfutbolista Pedro Monzón.

## Trayectoria

### Vélez Sarsfield
Surgido de las inferiores de Vélez Sarsfield, debutó con el primer equipo del "fortín" el 5 de diciembre de 2020 en el empate 0 a 0 frente a Patronato por un partido correspondiente a la Copa de la Liga Profesional 2020. Su primer gol lo anotaría el 16 de enero de 2021 en la victoria 3 a 1 frente a Rosario Central por la última fecha de la Copa de la Liga.

### Platense
Para la segunda mitad de 2021, es prestado a Platense hasta la finalización del Campeonato de Liga Profesional 2021, jugando su primer partido el 6 de agosto de 2021 en la derrota 1 a 0 frente Newell's Old Boys por la quinta fecha del torneo de Primera División.
Su paso por el "calamar" lo terminaría con una asistencia repartida en seis partidos disputados.

### Almirante Brown
Para el 2022 es nuevamente cedido, pero esta vez a Almirante Brown para disputar el Campeonato de Primera Nacional 2022. Su debut con el club se realizó el 13 de febrero de 2022 en la victoria 4 a 2 frente a Chacarita Juniors por la primera fecha del torneo, cuando ingresó al campo de juego faltando cinco minutos para la finalización del encuentro.
Su préstamo con el conjunto de Isidro Casanova lo finalizaría con 5 goles y 3 asistencias en 34 juegos.

### Portland Timbers II
Para 2023 es cedido a préstamo, con opción de compra al finalizar la temporada, a Portland Timbers II, equipo filial de Portland Timbers que juega en la tercera división de Estados Unidos, donde disputó 21 partidos y realizó 10 goles y 3 asistencias durante su estadía en el club.

## Estadísticas

### Clubes
Actualizado hasta su último partido disputado el 19 de octubre de 2024.
| Club                               | Div.          | Temporada     | Liga  | Liga  | Liga   | Copas nacionales | Copas nacionales | Copas nacionales | Copas internacionales | Copas internacionales | Copas internacionales | Total | Total | Total  |
| Club                               | Div.          | Temporada     | Part. | Goles | Asist. | Part.            | Goles            | Asist.           | Part.                 | Goles                 | Asist.                | Part. | Goles | Asist. |
| ---------------------------------- | ------------- | ------------- | ----- | ----- | ------ | ---------------- | ---------------- | ---------------- | --------------------- | --------------------- | --------------------- | ----- | ----- | ------ |
| C. A. Vélez Sarsfield Argentina    | 1.ª           | 2020          | —     | —     | —      | 3                | 1                | 0                | 2                     | 0                     | 0                     | 5     | 1     | 0      |
| C. A. Vélez Sarsfield Argentina    | 1.ª           | 2021          | —     | —     | —      | 1                | 0                | 1                | 2                     | 0                     | 0                     | 3     | 0     | 1      |
| C. A. Vélez Sarsfield Argentina    | Total club    | Total club    | 0     | 0     | 0      | 4                | 1                | 1                | 4                     | 0                     | 0                     | 8     | 1     | 1      |
| C. A. Platense Argentina           | 1.ª           | 2021          | 6     | 0     | 1      | —                | —                | —                | —                     | —                     | —                     | 6     | 0     | 1      |
| C. A. Platense Argentina           | Total club    | Total club    | 6     | 0     | 1      | 0                | 0                | 0                | 0                     | 0                     | 0                     | 6     | 0     | 1      |
| Almirante Brown Argentina          | 2.ª           | 2022          | 33    | 5     | 3      | 1                | 0                | 0                | —                     | —                     | —                     | 34    | 5     | 3      |
| Almirante Brown Argentina          | Total club    | Total club    | 33    | 5     | 3      | 1                | 0                | 0                | 0                     | 0                     | 0                     | 34    | 5     | 3      |
| Portland Timbers II Estados Unidos | 3.ª           | 2023          | 21    | 10    | 3      | —                | —                | —                | —                     | —                     | —                     | 21    | 10    | 3      |
| Portland Timbers II Estados Unidos | Total club    | Total club    | 21    | 10    | 3      | 0                | 0                | 0                | 0                     | 0                     | 0                     | 21    | 10    | 3      |
| Central Córdoba (SdE) Argentina    | 1.ª           | 2024          | 3     | 0     | 0      | 14               | 2                | 1                | —                     | —                     | —                     | 17    | 2     | 1      |
| Central Córdoba (SdE) Argentina    | Total club    | Total club    | 3     | 0     | 0      | 14               | 2                | 1                | 0                     | 0                     | 0                     | 17    | 2     | 1      |
| C. A. Tigre Argentina              | 1.ª           | 2024          | 13    | 6     | 2      | —                | —                | —                | —                     | —                     | —                     | 13    | 6     | 2      |
| C. A. Tigre Argentina              | Total club    | Total club    | 13    | 6     | 2      | 0                | 0                | 0                | 0                     | 0                     | 0                     | 13    | 6     | 2      |
| Total carrera                      | Total carrera | Total carrera | 76    | 21    | 9      | 19               | 3                | 2                | 4                     | 0                     | 0                     | 99    | 24    | 11     |
| 1. 2.                              |               |               |       |       |        |                  |                  |                  |                       |                       |                       |       |       |        |

### Hat-tricks
| 1 | 24 de agosto de 2024 | Estadio José Dellagiovanna, Victoria | Tigre - Unión de Santa Fe |  | 5 - 1 | Liga Profesional 2024 |